# باشگاه فوتبال تاسمانیا ۱۹۰۰ برلین
باشگاه فوتبال تاسمانیا ۱۹۰۰ برلین نام باشگاه فوتبالی از بین رفته در برلین آلمان (نویکلن) بود.همچنین یکی از رکورد های این باشگاه ۳۱ بازی متوالی بدون برد است که باشگاه فوتبال شالکه تا یک قدمی این رکورد رفت ولی بازی خود را برد و با ۳۰ باخت یک باخت کمتر اورد و رکورد تازمانیا برلین سر جای خود ماند

## تاریخچه
این باشگاه در تاریخ دوم ژوئن ۱۹۰۰ با نام ریکس‌فوردر تی‌یواف‌سی تاسمانیا ۱۹۰۰ تأسیس شد. باور بر این است که مؤسسان این باشگاه در اواخر قرن نوزدهم، در حال مهاجرت به استرالیا بودند و به‌همین دلیل از نام تاسمانیا برای نام باشگاه الهام گرفتند.